# Piazza del Santo

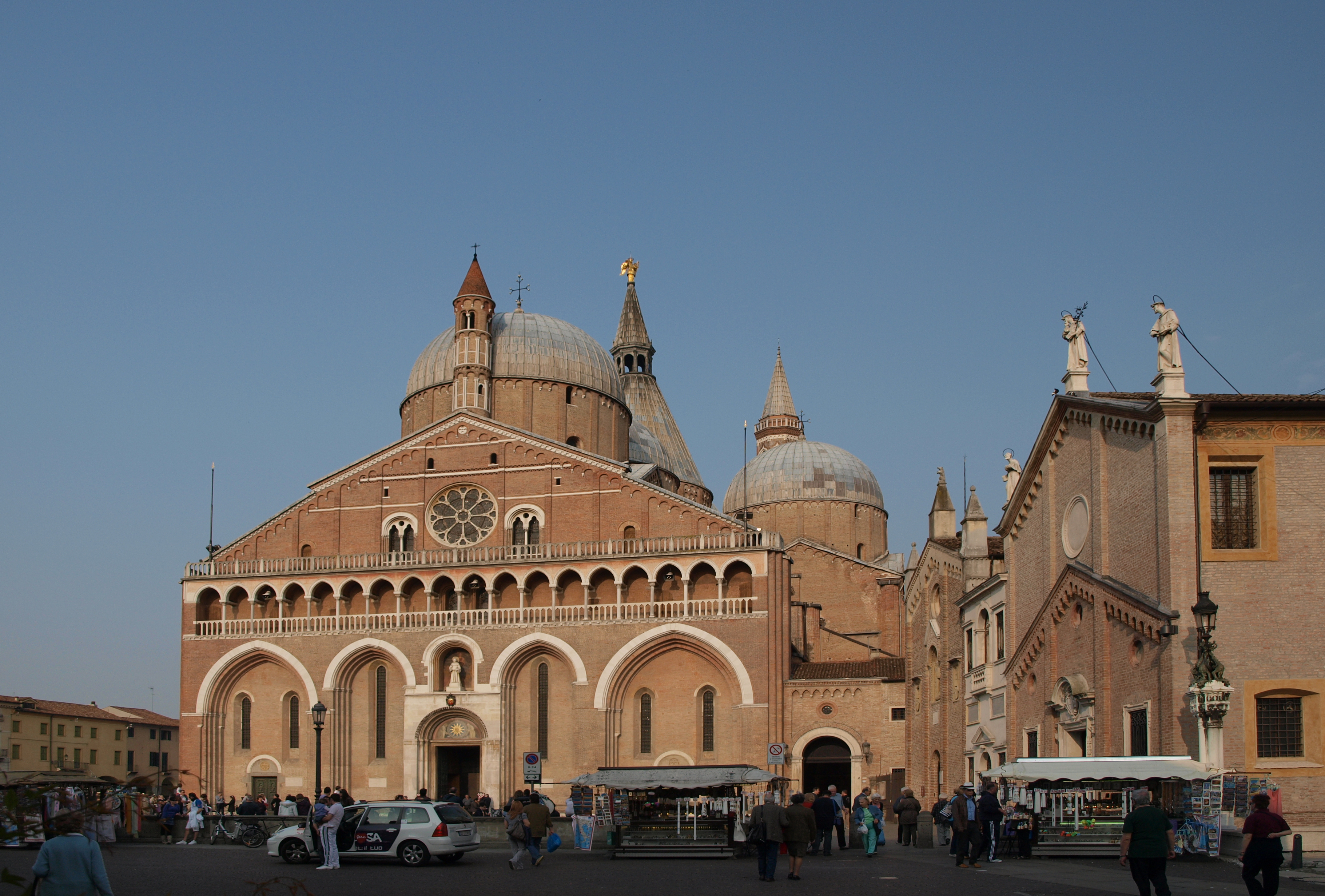
Immagine di Piazza del Santo

Piazza del Santo, dominata dall'imponente mole della Basilica del Santo, è da sempre un luogo simbolo di devozione e culto, meta di molti turisti ma anche centro della vita cittadina padovana. A partire dal 1257 infatti, la piazza ospitava la Fiera del Santo, trasferita nel 1596 a poche centinaia di metri, in Prato della Valle. 
Questa piazza per un tratto è di dipendenza dello Stato della Città del Vaticano, ed è limitata dall'Oratorio di San Giorgio, dalla Scuola del Santo e dal Museo Civico al Santo.

## Monumento equestre al Gattamelata
Di fronte alla Basilica si erge l'imponente statua in bronzo del Gattamelata di Donatello, commissionata dalla vedova Giacoma della Leonessa, monumento eretto in onore di Erasmo da Narni, capo generale dei veneziani, morto a Padova nel 1443.

## Scoletta del Santo
Sulla destra del Museo civico vi è la Scuola del Santo, o Scoletta del Santo, costruita nel 1427 come sede della confraternita di Sant'Antonio. È costituita da due piccole chiese poste una al di sopra dell'altra. Attraverso il grande scalone realizzato da Giovanni Gloria, si accede al salone al piano superiore, detto Sala Priorale, ornato da affreschi del '500 che narrano la vita del Santo e le sue opere. Tra questi spiccano i dipinti di Tiziano (1510-11) e di Bartolomeo Montagna.

## L'Oratorio di San Giorgio
Costruito nel 1377 come cappella funeraria dei marchesi Lupi di Soragna. Il cliclo degli affreschi rappresenta storie di San Giorgio, Santa Caterina d'Alessandria e di Santa Lucia ed è opera di Altichiero da Verona. Il mausoleo funebre originario è andato distrutto nel 1582 e la cappella subì danni nel 1797 durante l'occupazione francese.

## Il Museo al Santo
Realizzato tra il 1870 e il 1880 per accogliere il patrimonio artistico del Museo Civico. Camillo Boito progettò la facciata in pietra bianca di Botticino e lo scalone monumentale d'accesso. Dopo il trasferimento del Museo Civico nell'attuale sede degli Eremitani il Museo Al Santo è stato destinato all'allestimento di mostre temporanee.